# 鷲崎健のヨルナイト×ヨルナイト
『鷲崎健のヨルナイト×ヨルナイト』（わしざきたけしのヨルナイトヨルナイト）は、2016年4月5日から配信されている映像付きのインターネットラジオ番組。番組開始から2025年3月28日までは火曜日から金曜日の未明に超!A&G+（簡易動画付き）とニコニコ生放送で配信されていたが、超!A&G+のサービス終了により、2025年4月2日からは毎週水曜日21・22時台にニコニコ生放送で配信されている。

## 番組概要
文化放送で長年『A&G 超RADIO SHOW〜アニスパ!〜』のメインパーソナリティを務め、アニメ・声優・ゲーム業界のステージイベント司会を多数こなすミュージシャンの鷲崎健がパーソナリティを務める生ワイド番組。『A&G ARTIST ZONE 鷲崎健のTHE CATCH』の後継番組的位置づけであり、鷲崎にとっては初の帯番組である。
タイトルは鷲崎自身が名付けた。初めは「鷲崎健の夜な夜な」とする予定だったが、既に朝日放送（現：朝日放送ラジオ）が『よなよな…』を放送していたため「ヨルナイト×ヨルナイト」とした。これには（火・水・木・金の未明、すなわち前日深夜を意味する）月・火・水・木曜の「夜・ナイト・夜・ナイト」という意味が込められている。
配信曜日は2025年3月28日まで火曜日から金曜日の0時からであったが、番組内では各回の曜日は「ヨナ×ヨナ月曜日」〜「ヨナ×ヨナ木曜日」と、前日の曜日を冠としていた。「ヨナ×ヨナ月曜日」は火曜日が1日である場合、番組としては前月末日（最終月曜）であるとして前月のマンスリーアシスタントが引き続き出演していた。2025年4月2日からは週1回の水曜日21・22時台となり、それ以前の「ヨナ×ヨナ月曜日」と同じ体制でマンスリーアシスタントが出演している。
番組が開始された2016年4月より「THE CATCH 推薦曲」（同年3月まで『THE CATCH』内で配信）を引き継ぐ形のヘビー・ローテーション「A&G推薦曲」が開始。当番組では、同様に推薦曲を配信している『A&G NEXT ICON 超!CUE!&A』（2019年9月27日までは『A&G NEXT BREAKS FIVE STARS』）と半月で配信曲目を入れ替える形で月2曲配信していた。

## 配信時間
ニコニコ生放送
- 2025年4月2日 - 
  - 水曜 21:00 - 23:00
  - ニコニコチャンネル「鷲崎健のヨナ×ヨナチャンネル」への移行後は、基本無料となり、本編のみ無料視聴となった。また、会員向けに本編終了後約15～20分間のアフタートークが配信される。
- 2016年4月5日 - 2025年3月28日
  - 火曜 - 金曜 0:00 - 1:10頃（月曜 - 木曜深夜）
  - ニコニコチャンネル「鷲崎健のヨナ×ヨナチャンネル」の会員のみが視聴可能であった。また、会員向けに番組終了後約15～20分間のアフタートークが配信された[3]。
  - 後述のフロート番組『井澤・立花 ノルカソルカ』『Pyxisの夜空の下de Meeting』は配信されなかった[3][4]。
  - 基本的に楽曲は流れなかった[3]が、ゲストのリリース物を紹介する際には稀に流されることもあり、PVを含めて流れることもあった。
  - 第1697回（2024年6月11日火曜未明〈6月10日月曜深夜〉）から第1744回（2024年8月30日金曜未明〈8月29日木曜深夜〉）までは後述の理由により配信を休止。

超!A&G+
- 本配信
  - 2016年4月5日 - 2025年3月28日
    - 火曜 - 金曜 0:00 - 0:57 または 1:00（月曜 - 木曜深夜）
- リピート配信（2023年3月31日まで）
  - 月曜 - 木曜 12:00 - 12:57（※7日前の内容を再配信）

### ミニ番組による短縮
超!A&G+では0:57から3分間のミニ番組が配信され、57分枠に短縮されることがあった。
短縮期間とミニ番組は以下のとおり。なお、ミニ番組は金曜日にも配信されたが、『鷲崎健のヨルナイト×ヨルナイト』の配信日のみ記す。
- 第397回（2018年3月6日火曜未明〈3月5日月曜深夜〉）〜第500回（2018年8月31日金曜未明〈8月31日木曜深夜〉）：「今泉P Presents ファンキルの今夜も絶！好調」
- 第517回（2018年10月2日火曜未明〈10月1日月曜深夜〉）〜第619回（2019年3月29日金曜未明〈3月28日木曜深夜〉）：「今泉P Presents ファンキルにまつわる絶！セトラ」
- 第640回（2019年5月7日火曜未明〈5月6日月曜深夜〉）〜第767回（2019年12月13日金曜未明〈12月13日木曜深夜〉）：「今泉P Presents ファンキルの絶！ってあそぼ」
- 第768回（2019年12月17日火曜未明〈12月16日月曜深夜〉）〜第1041回（2021年4月9日金曜未明〈4月9日木曜深夜〉）：「ファンキル・タガタメ Presents 今泉Pの絶！つながるラジオ」
- 第1042回（2021年4月13日火曜未明〈4月12日月曜深夜〉）〜第1592回（2023年12月8日金曜未明〈12月7日木曜深夜〉）：「ファンキル・タガタメ Presents 今泉Pと王子的3分間」

## 出演者

### パーソナリティ
- 鷲崎健

#### 鷲崎の代理パーソナリティ
- 江口拓也（2021年8月17日〈16日深夜〉）
- 栗田優（2021年8月19日〈18日深夜〉）

### アシスタント
- マンスリーアシスタント（2025年3月25日〈24日深夜〉までは「ヨナ×ヨナ月曜日」として担当）
- ヨナ×ヨナ火曜日 - 沢口けいこ（2016年4月6日〈5日深夜〉 - 2025年3月26日〈25日深夜〉）
- ヨナ×ヨナ水曜日 - 青木佑磨（2016年4月7日〈6日深夜〉 - 2025年3月27日〈26日深夜〉）

マンスリーアシスタント

### オッド・アイ
番組内でのトークを発端に結成された、鷲崎、沢口、青木によるアイドルユニット。

## スタッフ
構成作家
- ヨナ×ヨナ月曜日 - ふかわげんき[2]
- ヨナ×ヨナ火曜日 - 八木たかお
- ヨナ×ヨナ水曜日 - 大村綾人
- ヨナ×ヨナ木曜日 - 浅野佑二[7]

## コーナー

### 水曜日時代
オープニングフリートーク
前身番組「鷲崎健の超ラジ!」から続く、オープニングから始まる鷲崎のフリートーク。帯番組時代は木曜で行っていた。
年末の最終生配信日にはこのフリートークの時間で、鷲崎選定のラブメイト10を発表することが恒例となっている。なお、本家とは違い順位は付けずに10人を列挙する形になっている。
マンスリーアシスタント セッション
マンスリーアシスタントに歌いたい歌を事前に挙げてもらい、フロート番組明けに鷲崎のギターを伴奏に歌を歌う。帯番組時代は月曜で行っていた。
特別企画
料理や運動などの映像色の強い企画を行う。主に3週目に行われる。帯番組時代は月曜で行っていたが、当時は前月のマンスリーアシスタントと共に考えた置き土産（後述）を元に行っていた。

### 帯番組時代
明確にコーナーとして行われていたのはヨナ×ヨナ火曜日の「深夜の三角コーナー」だけであり、その他はコーナー化していた訳ではないが、毎回定例的に行われていた。また、企画の大半は「鷲崎健のTHE CATCH」及びその前番組「鷲崎健の2h」、前身番組「鷲崎健の超ラジ」で行なっていた企画（ゲストトーク等）を引き継いでいた。
なお、2017年4月から9月の間、セブン&アイ・ホールディングスが番組スポンサーになったことに伴い、不定期でセブンイレブンのおすすめ商品を実食を交えながら紹介していた（月曜日のマンスリーアシスタントや木曜日のゲストも鷲崎と一緒に実食するときもあった）。

#### ヨナ×ヨナ月曜日
来月のマンスリーアシスタントへの置き土産
当月のマンスリーアシスタントの最終出演の前の週に翌月のマンスリーアシスタントを発表し、最終出演の週のテーマメール企画として、翌月のマンスリーアシスタントにやって欲しい事などを当月のマンスリーアシスタントとリスナーと共に考える。

#### ヨナ×ヨナ火曜日
月初め企画
毎月第一火曜日に「深夜の三角コーナー」に替えて、単発企画を行う。2019年4月開始。
「深夜の三角コーナー」投稿リスナーに休息・音源作成期間を与える事を趣旨とした企画。
2025年1月の回をもって終了。2025年2月・3月は「深夜の三角コーナー」を実施。
沢口けいこ劇場 連続 紙人形ドラマ「二酸化炭素ちゃん」
2019年8月開始、2022年3月終了。
前述の月初め企画で学力テストを行った際に沢口が答案用紙の隅に描いたキャラクター、二酸化炭素ちゃんを主人公とした紙人形劇をオープニング前の数分間、沢口と鷲崎が行う。
OPテーマソングは「We are Air」、EDテーマソングは「エアー・マイ・ラブ」（いずれも鷲崎による作詞・作曲・歌唱）。
主な登場人物（※後述のヨナ×ヨナ火曜日Tシャツに描かれたキャラクター）
- 二酸化炭素ちゃん（CV：沢口けいこ）

主人公。
常にハイテンションな女の子。
一人称は「わたし」。
タピオカドリンクが大好物。
第97話で、火星の女王であることが判明した。
- 酸素ちゃん（CV：沢口けいこ）

二酸化炭素ちゃんの親友。
目がキラキラしていて、おっとりした女の子。
一人称は「わたし」。
- クリプトン伯爵（CV：鷲崎健（※初期は沢口が担当））

エアー界のお偉いさん。
立派な髭を生やしている。
一人称は「吾輩」で、語尾に「～ぞよ。」、「～プトン。」、「～プトンぞよ。」が付く。
- ネオンくん（CV：鷲崎健）

大きな帽子を目深にかぶった青年で、酸素ちゃんの恋の相手。
一人称は「僕」。
「○○だと……○○だからね。」が口癖。
- アルゴンくん（CV：沢口けいこ（※初期は鷲崎が担当））

モヒカン頭の男の子。
一人称は「俺」。
ネオンくんと仲良しで、ネオンくんの帽子を光らせることができる。
- 窒素ちゃん（CV：沢口けいこ）

地球の大気の78%を占めるお嬢様。
一人称は「わたくし」。
傲慢で高飛車な性格の持ち主。
- タピオカくん（CV：沢口けいこ）

顔があり、意思を持つ、ストローつきタピオカドリンクタンブラー。
一人称は「ぼく」。
軽い口調の敬語を話し、語尾に「～っす。」が付く。
各話リスト
沢口けいこお絵描き劇場「今週の偉人さん」
「二酸化炭素ちゃん」の後継として、2022年4月に開始。
オープニング前の数分間、歴史上の偉人を沢口描き下ろしによる似顔絵と共に紹介する。
火ヨナTシャツの新デザインとして鷲崎が考案した「わしはけっけに脳をやられちょるきに」という文言に触発されて沢口が描いた、坂本龍馬の似顔絵をきっかけに、前述の月始め企画として行った「偉人を描いてみよう！」を前身としてスタート。
テーマ曲は、リヒャルト・シュトラウスの「ツァラトゥストラはかく語りき」の導入部。
各回リスト
沢口けいこお絵描き劇場スペシャル「えらいぞ偉人さん！」
「二酸化炭素ちゃん」以来となる、オープニング前の紙人形劇。
1ヶ月に1度のペースで、前4回分に「今週の偉人さん」で紹介された偉人さんたち4人が登場する紙人形劇を、沢口と鷲崎が行う。
各話リスト
テーマメール企画
リスナーから寄せられたテーマメールを紹介する。
深夜の三角コーナー
毎週テーマを設定し、リスナーから寄せられた「腐りかけの音源」を紹介する。
超!A&G+で時間の都合で紹介できない音源はアフタートークでおまけとして紹介される場合もある。
火曜日にゲストが登場する場合は基本的に休止されるが、2021年4月27日配信回は例外的にコーナーが実施された。
毎月第一火曜日は前述の「月初め企画」が代わりに行われるために当コーナーは行われない。
テーマは毎回鷲崎とスタッフの打ち合わせで決められるが、毎年同じ時期に定例的に行われるテーマが存在する。
- 新春三角寄席

毎年新年に行われる。新春らしく落語のような笑えるトーク。
- ライジング三角 / トライアングルロックフェス

ライジング三角は毎年年始、トライアングルロックフェスは毎年8月に行われる。どちらも「在宅フェス」と銘打たれており、主に歌唱音源を紹介する。
この2テーマは三角コーナーのスペシャル回として扱われており、通常当コーナーは番組後半から開始するが、この2テーマの紹介時のみ番組前半からコーナーを開始する。鷲崎によるテーマ読み上げも「深夜の三角コーナースペシャル」の冠が付く。
- 鬼音源 対 豆音源

節分近辺に行われる。リスナーは「鬼」もしくは「豆」のどちらかのテーマを選択して送り、それを紹介する。日付の関係上、年によっては後述の月初め企画と順番を入れ替えて開催することがある。
- お前らの〇〇を1分ぐらいでまとめて送ってこい音源

「○○」には「正月」や「ゴールデンウィーク」などが入り、年に数度、一般的に長期の休みがある時期に募集される。テーマ名の通り募集期間中の1日～数日に渡り録音したものを1分程度にまとめた音源を紹介する。
- 鷲崎さん/けっけおめでとう音源

「鷲崎さん～」は鷲崎の誕生日である10月26日近辺、「けっけ～」は沢口の誕生日である11月29日近辺に行われる。鷲崎、沢口それぞれの誕生日を祝う音源を紹介する。
- マライア・キャリー音源

クリスマス近辺に行われる。恋人たちのクリスマスをテーマにした音源を紹介する。
- メールチキンレース

不定期に行われる。告白のメール、ポエムなどリスナーが過去に生み出した黒歴史を朗読する音源を紹介する。テーマ名は「メール」であるが、手紙やLINE、SNSやブログなどを朗読しても良いとしている。
- 嫌いな奴のモノマネ音源

不定期に行われる。テーマ名通り、リスナーの身近にいる嫌いな奴をモノマネした音源を紹介する。派生として「好きな人のモノマネ音源」も存在する。
- ジングル音源

不定期に行われる。テーマ名通り、リスナー制作のジングルを紹介する。紹介されたものは次回の募集まで番組内で使用される。ただし鷲崎沢口のトーク内容によってはそれになぞらえて過去のジングルが使用されることがある。
帯番組としての放送終了により、2025年3月25日に終了。前々番組「鷲崎健の2h」から通算で14年間続いた長寿コーナーに一旦幕を下ろした。
今週のゆーまさん
本配信終了時とおまけ放送終了時にて沢口が翌日のヨナ×ヨナ水曜日の告知をする際にアシスタントの青木を色々な呼び方で呼びかける。
本配信終了時には沢口によるアドリブ、おまけ放送終了時はメールによるリクエストを元に行われる。

#### ヨナ×ヨナ水曜日
ヨナ×ヨナ水曜日では基本的にメールテーマを設定せず、鷲崎と青木の雑談からリスナー側が勝手にメールテーマを設定してメールを送ることを呼びかけている。
また、番組前半の鷲崎と青木による「雑談」にマニアックな言葉が多いことから、番組ハッシュタグとあわせて「#シラナイト」をつけてつぶやいてもらい、リスナー内で分からない言葉を補足しあってもらうよう、呼びかけている。
番組内では分からない言葉を補足するリスナーのことを「うどん団」と呼称している。
ヨナ×ヨナ水曜日 解決編
フロート番組明けに、フロート番組前の鷲崎と青木の雑談に対する感想メールや、リスナー側がメールテーマとして見つけた「ネタ」からさらにトークを行う。
「この次はモアベターよ」
本編終了時に、青木が「細野さん、」から始まる文を読み上げ、最後に「この次はモアベターよ」のセリフを流す。後述のゲストによる収録を開始してからはゲスト版と細野版をランダムで流しているが、権利の都合上細野版はニコ生では流れない。
「この次はモアベターよ」収録
ゲストが来た回は、毎回おまけの最後に「この次はモアベターよ」のセリフ収録を行っている。
水ヨナカルトクイズ
毎年年末最後の配信のアフタートークにて実施。その年のヨナ×ヨナ水曜日にあった出来事をリスナーからクイズ形式で募集し、鷲崎と青木がクイズで対決を行う。

#### ヨナ×ヨナ木曜日
ゲストトーク
前身番組「鷲崎健の超ラジ!」から続く企画。声優・アニソンアーティストをゲストに迎えて、作品紹介やメール紹介を交えたトークを行う。
ゲストは一部を除き大半はアフタートークにも出演する。
年始最初もしくは年末最後の録音放送回は、鷲崎の兄をゲストに迎えて収録したものを配信するのが恒例になっている。

#### 全曜日共通
ジングル
月曜、木曜は固定のジングルであるが、火曜は前述のジングル音源で紹介したものを、水曜は鷲崎青木の掛け合いによる毎週新規のジングルを使用している。
曜日対抗番組Tシャツ選手権
2020年、2022年、2024年の春頃に開催。帯の4つの曜日でそれぞれTシャツを作成し売れた枚数を競い合う。最終的に一番になった曜日には特別予算が与えられる。

## 番組テーマソング

### オープニング
- ヨナヨナ ～Yoke of Nights～[8] (歌入り 第105回～)（歌: 鷲崎健、作詞・作曲: 鷲崎健、編曲: 杉浦"ラフィン"誠一郎）

### エンディング
- ダーリンダーリン[9]（歌: 鷲崎健、作詞・作曲: 鷲崎健 、編曲: 杉浦"ラフィン"誠一郎）

第25回よりインストバージョンが月曜日のみでエンディングテーマになっていたが、第105回より歌入りになり全曜日統一のエンディングテーマとなった。

## おもな出来事
- 当番組のスタートに伴い曜日によっては生配信番組が連続して編成されることになったため、ヨナ×ヨナ月曜日（番組開始当初、「れいちゃんねる！」終了まで）とヨナ×ヨナ水曜日は手前番組の生配信番組出演者などがクロージングよりも1分それぞれ早くスタジオを退室して、その入れ替えで鷲崎＋曜日アシスタントなどがスタジオに入室して生配信に挑んでいる。しかし、うまくオープニングテーマ曲が流れ始めることが出来ず配信事故寸前になるときもある。この点は後に手前番組がすべて収録放送になったことにより解消された。
- 鷲崎は当番組スタートに伴い衣装が困らないように番組特製のTシャツ[注 25]を曜日別にチェンジして出演している。生配信の直前まで別の現場で生配信の仕事がある場合Tシャツへ着替える時間がないため、別現場の衣装のまま登場するときもある[注 26]。
- 通常は延長戦も生配信されていたが、ヨナ×ヨナ木曜日はゲストの都合上で延長戦がディレイ配信（生配信前に事前収録した分を生配信後数分～数十分以内で配信）するケースもあった[注 27]。ヨナ×ヨナ月曜日でも、延長戦の配信時間にマンスリーアシスタントが超! A&G+内を含め、他番組に出演している場合（裏被り）は、ディレイ配信になることもあった。
- ヨナ×ヨナ木曜日のフロート番組挿入時刻はゲストを送り出しする時とゲストが居残る場合とで若干異なる。
- 番組開始からおよそ2か月となる2016年5月末時点で、ニコニコチャンネル「鷲崎健のヨナ×ヨナチャンネル」が有料登録者数上位30位に入った[10]。
- 2016年5月12日未明（11日深夜）配信分にて鷲崎がWILLIE'S APPLEの『Babyにならないで』の音源を探していると話したところ、リスナーより多くの情報が集まり、最終的に音源を見つけるに至っている[11]。また、翌週5月19日未明（18日深夜）配信分では、鷲崎が『Babyにならないで』のライブ音源が入ったカセットテープを発掘し、番組でも当時のレコーディング音源を入手し、音源を配信した。さらに、WILLIE'S APPLEのギタリスト、平善吉Jr.へのインタビューと本人コメントに成功。鷲崎が楽曲をカバーしたい旨を平に伝えたところ、「作詞・作曲のクレジットを書き換えて差し上げる」と、楽曲使用の許諾を得るまでに至った[12]。
- 2016年10月4日未明（3日深夜）配信分より番組オープニング・エンディング曲が歌入りバージョンになる[13]。
- 年末年始に関しては鷲崎らが休みをとる場合があり、その場合は事前収録の形式がとられている。また、超!A&G+の特別番組で休止することもあった。
  - 2017年の年始、第157回（1月3日未明〈2日深夜〉）、第158回（1月4日未明〈3日深夜〉）は事前収録の形式をとった。そして、これらの回についてニコニコ生放送での延長戦は行われなかった。
  - 2018年の年始、第361回（1月2日未明〈1日深夜〉）～第364回（1月5日未明〈4日深夜〉）は事前収録の形式をとった。そして、これらの回についてニコニコ生放送での延長戦は行われなかった。
  - 2019年の年始、1月1日未明（2018年12月31日深夜）は「＆CAST!!!アワー ラブランチ！2018⇒2019 猪突猛進年越し 大宴会SP」配信のため、番組休止。さらに鷲崎が正月休みをとったため、第569回（1月2日未明〈1日深夜〉）〜第571回（1月4日未明〈3日深夜〉）は事前収録の形式をとった。そして、これらの回についてニコニコ生放送での延長戦は行われなかった。
  - 2020年の年始、1月1日未明（2019年12月31日深夜）は「＆CAST!!!アワー 2019 chu 2020 年越しSP 〜アンキャスファミリー大チュー合！〜」配信のため、番組休止。さらに鷲崎が正月休みをとったため、第777回（1月2日未明〈1日深夜〉）と第778回（1月3日未明〈2日深夜〉）は事前収録の形式をとった。そして、これらの回についてニコニコ生放送での延長戦は行われなかった。なお、年末最終月曜（第776回）は、奥野香耶をマンスリーアシスタントに通常通りの生配信を行った。
  - 2021年の年始、1月1日未明（2020年12月31日深夜）は「大晦日もStay「チュー」 ン! A&G年越しスペシャル『日笠陽子・宮本侑芽のモー年女ですか？2020→2021』」配信のため、番組休止。年末年始の配信は収録なしの生配信となった。
  - 2021年〜2022年の年末年始、第1188回（2021年12月31日未明〈30日深夜〉）と第1189回（2022年1月4日未明〈3日深夜〉）は事前収録の形式となった。そして、これらの回についてニコニコ生放送での延長戦は行われなかった。
  - 2022年〜2023年の年末年始、第1396回（2022年12月30日未明〈29日深夜〉）〜第1399回（2023年1月5日未明〈4日深夜〉）は事前収録の形式となった。そして、これらの回についてニコニコ生放送での延長戦は行われなかった。
  - 2024年の年始、第1605回（1月2日未明〈1日深夜〉）〜第1608回（1月5日未明〈4日深夜〉）は事前収録の形式となった。
  - 2024年〜2025年の年末年始、第1814回（2025年1月1日未明〈2024年12月31日深夜〉）〜第1816回（2025年1月3日未明〈2日深夜〉）は事前収録の形式となった。
- 出演ゲストの都合で、ゲストを映さずパーソナリティ側の映像だけで展開することもある。（第211回：歩サラ＆杏花、第240回：Revo…公式サイトでの写真は公開）
- 2017年3月15日に発表された第3回アニラジアワードにおいて、「BEST MALE RADIO 最優秀男性ラジオ賞（新人部門）」を受賞した[14]。
- 2018年3月8日に発表された第4回アニラジアワードにおいて、「BEST FUNNY RADIO 大笑いラジオ賞（一般枠）」を受賞した[15]。
- 番組開始当時から行われていた昼のリピート配信（通称・ヒルヌーン、本放送配信12時間後からの再配信）が、「&CAST!!!アワー ラブランチ!」配信開始に伴い、第499回（2018年8月30日リピート配信）をもって廃止。
- 前述の「&CAST!!!アワー ラブランチ!」終了に伴い、2020年3月30日より昼12時よりのリピート配信が復活。以前のリピート配信とは異なり、7日前の配信分がリピートされていたが、第1444回（2023年3月31日リピート配信）をもって再び廃止。
- 2020年、新型コロナウイルス感染予防措置として第831回（4月7日未明〈6日深夜〉）から生配信する文化放送第8スタジオに透明のパーティションが置かれ、第835回（4月14日未明〈13日深夜〉）～第863回（6月2日未明〈6月1日深夜〉）の期間は2人以上スタジオ出演の場合はマスク着用を義務づけられた（ヨナ×ヨナ火曜日の「二酸化炭素ちゃん」などパーテーションなしの密な状態の場合は未だマスク着用）。さらにゲストによってはリモート出演という体裁もとられた。その後も後述の理由により、第1114回（2021年8月24日未明〈23日深夜〉）～第1448回（2023年3月31日未明〈30日深夜〉）[注 28]の期間も、再びマスク着用を義務づけられた。第1149回（2023年4月4日未明〈3日深夜〉）よりマスク着用義務が解除された。
- 2020年6月、番組オリジナルTシャツを各曜日ごとにデザイン、半月の間、超A&Gショップでの売り上げが多かった曜日に特別予算がでるという「第一回ヨナヨナ曜日対抗番組Tシャツ選手権」が開催。結果、ヨナ×ヨナ木曜日にゲスト出演した田村ゆかり（第878回）の勅命による、ゆかり王国民と思しき組織票購入があったため、ヨナ×ヨナ木曜日の勝利となった。
- 2021年1月28日（27日深夜）で番組1000回を達成した[16]。
- 第1099回（2021年7月21日未明〈7月20日深夜〉）、第1102回（7月28日未明〈7月27日深夜〉）、prediaメンバーに新型コロナウイルス感染者が判明し、沢口けいこはPCR検査の結果が陰性ながら濃厚接触者の疑いが出たことから、リモートでの出演となった。
- 2021年8月9日、鷲崎の新型コロナウイルスの罹患が判明[17]。そのため、鷲崎の快方まで、下記の対応が取られた（フロート番組『Pyxisの夜空の下de Meeting』は下記の対応期間中も通常通り配信）。2021年8月24日（23日深夜）から通常通りの配信に戻った[18]。
  - 8月10日（9日深夜）・11日（10日深夜）は先週分（8月3日〈2日深夜〉・4日〈3日深夜〉）をリピート配信。
  - 8月12日（11日深夜）は第777回（2020年1月2日〈1日深夜〉配信分）をリピート配信。
  - 8月13日（12日深夜）は第778回（2020年1月3日〈2日深夜〉配信分）をリピート配信[19][20]。
  - 8月17日（16日深夜）は江口拓也が代理出演[21]。
  - 8月18日（17日深夜）は沢口が単独出演[22]。
  - 8月19日（18日深夜）は青木も休演のため、学園祭学園のドラマー・栗田優が担当[23]。
  - 8月20日（19日深夜）は第571回（2019年1月4日〈3日深夜〉配信分）をリピート配信[24]。
- 2024年6月8日、ニコニコサービスが大規模なサイバー攻撃を受けたことにより、ニコニコ生放送やニコニコチャンネルを含むニコニコサービス全体が利用できない状況となった[25][26]。この影響で、第1697回（同年6月11日未明〈10日深夜〉）以降は超!A&G+のみでの配信となった。ニコニコチャンネル会員向けのアフタートークについては番組終了後に収録する形式となり、ニコニコサービス復旧後に本編のアーカイブを含めて公開される予定[27]だったが、同年6月14日にニコニコサービス復旧に1か月以上かかると発表されたため[28]、第1705回（同年6月25日未明〈24日深夜〉）以降は代替で文化放送が運営する配信プラットフォーム『QloveR』内の「超!A&G+チャンネル」にて同時配信とアフタートーク、1週間のアーカイブ配信を無料で実施した[29][30]。また、ニコニコ生放送で配信できなかった第1697回から第1704回（同年6月21日未明〈20日深夜）〉までの本編アーカイブと収録済みのアフタートークについても、QloveRにて同年6月24日20時より1週間限定で公開した[29][31]。なお、QloveRでの配信については権利関係の都合上、ニコニコ生放送での配信時と同様[3]に楽曲が流されなかったほか、アーカイブ配信自体を実施できない場合があった[29]。第1744回（同年8月30日未明〈29日深夜〉）をもってQloveRでの配信（アーカイブは同年9月5日まで）を終了し、第1745回（同年9月3日未明〈2日深夜〉[注 29]）よりニコニコ生放送での配信を再開した[32]。
- 2025年3月31日をもって超!A&G+のサービス終了に伴い[33]、本番組も帯番組としては同年3月28日までの配信となり[34]、番組開始から出演してきた沢口と青木がレギュラーとしてのアシスタントを卒業した[35][36][37]。同年4月2日以降は新体制となり、それまで同時配信を行なっていたニコニコ生放送にて毎週水曜日の週1回配信となった[38]。ニコニコ生放送での配信は、帯番組時代はニコニコチャンネル会員に加入した場合のみ視聴可能であったが、新体制移行後は本編のみ無料視聴に変更された（アフタートークは従来通りニコニコチャンネル会員向けに配信）[39]。新体制移行後は「ヨナ×ヨナ月曜日」と同じくマンスリーアシスタントが出演する体制となった[40]。なお、新体制移行後は文化放送が運営する配信プラットフォームではないものの、番組制作およびニコニコチャンネルへの提供は引き続き文化放送が行い、そのまま文化放送スタジオが使用されることになった。

## イベント
- 「鷲崎健のヨルナイト×ヨルナイト」イベント2016冬（昼の部）（2016年12月11日、メルパルクホール東京）
- 「鷲崎健のヨルナイト×ヨルナイト」イベント2016冬（夜の部）（2016年12月11日、メルパルクホール東京）
- 『アニ玉祭2017』スペシャルステージ ヨナヨナ・フェス2017（2017年10月22日、大宮ソニックシティ 大ホール）
- 「鷲崎健のヨルナイト×ヨルナイト」のイベント2018 夏休み（2018年8月4日、メルパルクホール東京）
- 『アニ玉祭2019』スペシャルステージ 鷲崎健 ヨナヨナ・フェス2019（2019年10月14日、大宮ソニックシティ 大ホール）
- ヨナヨナ・フェス2022 in 野音（2022年4月17日、日比谷野外大音楽堂）
- 鷲崎健のヨルナイト×ヨルナイトpresentsヨナヨナ・フェス2023〜ゲージューはバクハツだ！（2023年11月4日、LINE CUBE SHIBUYA）

### 曜日別イベント
ヨナ×ヨナ 火曜日
- 沢口けいこ先生初個展 偉人たちとの夏（2023年7月29日・30日、新橋「イースペース天（あま）」）

ヨナ×ヨナ 水曜日
- ヨルナイト水曜日 仙台チャリティーイベント（2019年6月30日、戦災復興記念館 展示ホール）
- 鷲崎健のヨルナイト×ヨルナイト水曜日 仙台チャリティーイベント Vol.2（2019年11月17日、夢メッセみやぎ 西館ホール）
- 水ヨナ 仙台チャリティーイベント「ヤゴサッハ Vol.3」（2020年5月17日、夢メッセみやぎ）（2019新型コロナウイルスに伴い中止）
  - ゲスト：永野愛理
- 鷲崎健のヨルナイト×ヨルナイト水曜日 単独イベント「鮎焼くのかな？」（2022年8月27日、文化放送メディアプラスホール）

### 特別番組
- ヨナヨナFRIDAY（2016年11月25日、超!A&G+）
  - 出演：鷲崎健、三澤紗千香
- ヨルナイト水曜日仙台チャリティーイベント 8538（2020年6月21日、文化放送A&G公式YouTubeチャンネル）
  - 出演：鷲崎健、青木佑磨
  - ゲスト：永野愛理

## フロート番組

### 井澤・立花 ノルカソルカ
2016年4月5日（第1回）から2020年1月31日（第794回）まで配信されていた動画番組。配信時間は0:30頃から10分間。毎週金曜日にAG-ON Premiumにて月〜木の配信回のアーカイブと金曜日分としておまけ（0.5回扱い）の配信が行われていた。このアーカイブは月曜配信回で選ばれた曜日のみ1週間無料配信され、それ以外はAG-ON Premium有料会員向けに配信されていた。2017年3月配信分までは『鷲崎健のヨルナイト×ヨルナイト』のリピート配信終了後、公式サイトにてアーカイブが配信されていた。
曜日ごとに、各曜日にちなんだ企画を行っていた。
パーソナリティ
- 井澤詩織
- 立花理香

構成作家
- 小林洋平[42]

オープニングテーマ「ノルカソルカ」
歌 - shio＊rika

エンディングテーマ「Sweet in the life」
歌 - shio＊rika

歴代のスポンサー　　
ニューギングループ（2016年4月5日 - 2017年3月31日配信分） - 番組名も「ニューギングループ Presents 井澤・立花 ノルカソルカ」だった。
中外鉱業（2018年4月3日 - 2019年3月28日配信分）
ディ・テクノ（2019年9月30日 - 2020年1月31日配信分）

### Pyxisの夜空の下de Meeting
超! A&G+の単独番組より『鷲崎健のヨルナイト×ヨルナイト』のフロート番組へ移行し、2020年3月30日から2023年6月30日まで配信されていた。

### EverdreaM ENDLESS RADIO
2023年6月6日から27日まで『超!A&G+マンスリースペシャル』にて配信され、2023年7月4日から『鷲崎健のヨルナイト×ヨルナイト』のフロート番組として配信されている動画番組。前述の超!A&G+のサービス終了後のニコニコチャンネル移行後も引き続きフロート番組として配信されている。

### 平塚紗依はいつか上手に“さえ”ずりたい！
2025年4月2日から配信されているフロート番組。パーソナリティは声優の平塚紗依。

### ラジオレイライン
2025年4月2日から配信されているフロート番組。パーソナリティは3ヵ月制で担当する。
パーソナリティ
- 秋山実咲（2025年4月2日 - 6月25日）
- 一宮麗（2025年7月2日 - ）